# Célula solar polimérica

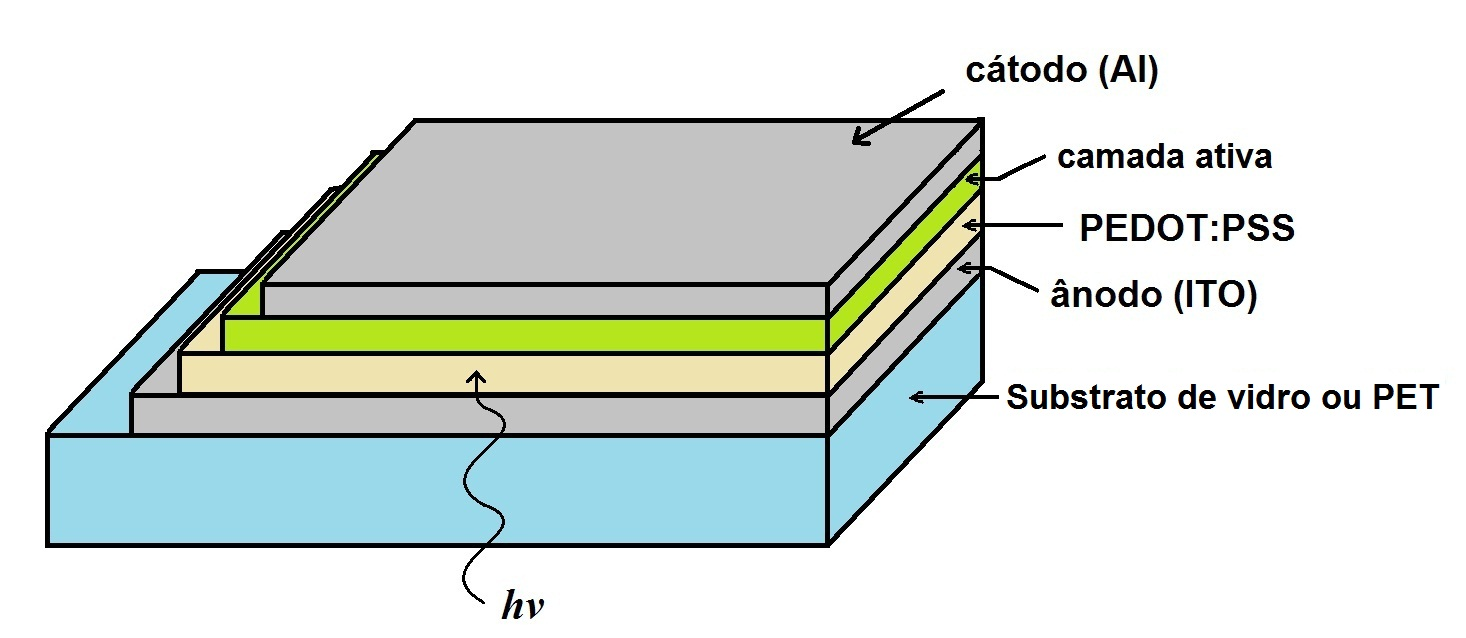
Esquema de uma célula solar orgânica: substrato de vidro ou PET (Politereftalato de etileno), ânodo de ITO (óxido de índio-estanho), poli(3,4-etilenodioxitiofeno) dopado com poli(4-sulfonato de estireno) (PEDOT:PSS), camada ativa (geralmente uma mistura de polímero fulereno), Al – alumínio.

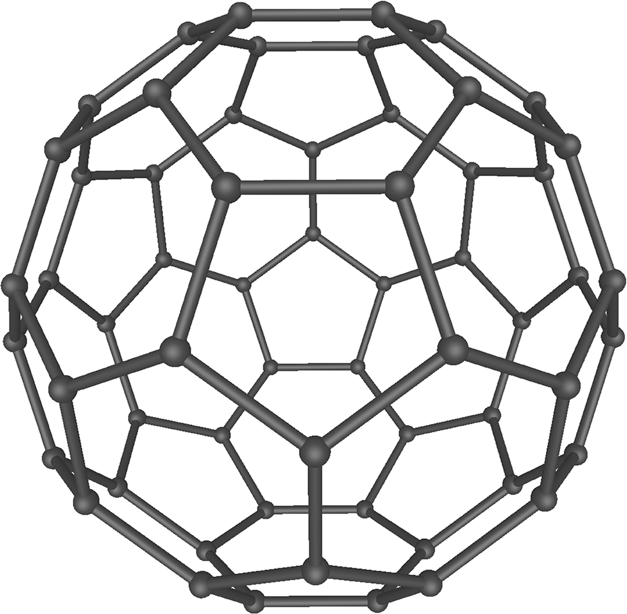
Fulereno C60.

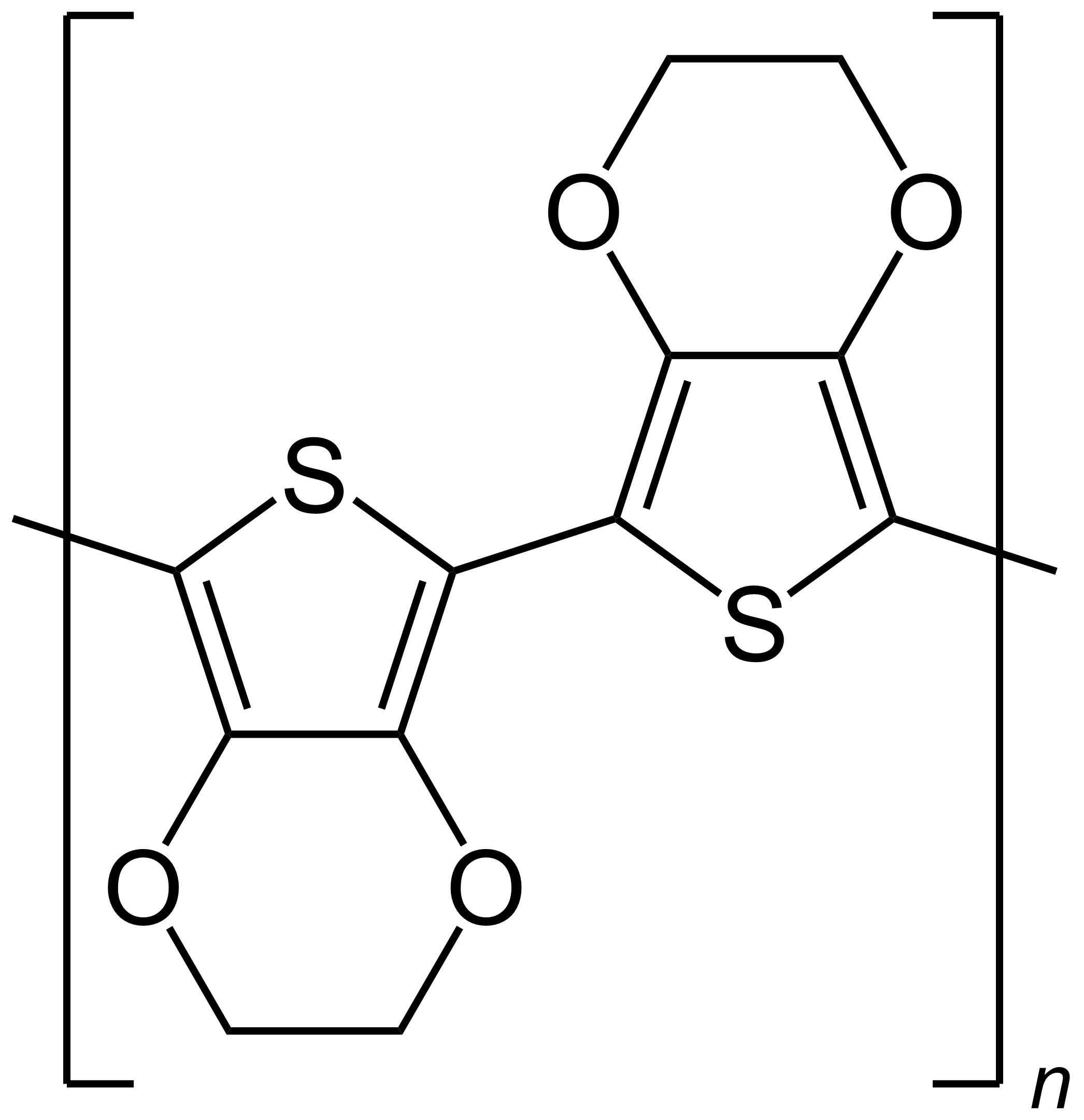
Duas ligações de PEDOT

Poli (sulfonato de estireno)

As células solares poliméricas são células solares orgânicas que produzem electricidade a partir da luz com a ajuda de polímeros semicondutores. Trata-se de uma tecnologia relativamente nova, estudada em laboratórios por grupos da indústria e por universidades em vários países.
Ainda em grande parte na fase experimental, as células fotovoltaicas de polímeros, no entanto, oferecem perspectivas interessantes. Baseiam-se em macromoléculas orgânicas derivadas da petroquímica, cujos processos de fabricação gastam muito menos energia que a utilizada para as células baseadas em semicondutores minerais. Seu custo é muito menor e são mais ligeiras e menos frágeis. Seu carácter flexível fá-las muito adequadas para a integração em materiais flexíveis ou polímeros orgânicos ou em silicones, inclusive em fibras têxteis. Seu desenvolvimento pode construir sobre a investigação em engenharia química, por exemplo, no auto-montagem destas moléculas. Sua principal debilidade vem em seu tempo de vida limitado pela degradação dos polímeros quando são expostos à luz do sol.Devido às fontes de combustíveis fósseis serem finitas e aos efeitos maléficos do aumento da concentração de dióxido de carbono (CO2) na atmosfera, tem aumentado a urgência em se desenvolver fontes alternativas e limpas de energias renováveis. A possibilidade de se transformar a luz do sol em energia elétrica (processo fotovoltaico) é reconhecida como parte da solução para este desafio e poderá exercer um papel importante na produção global de energia no futuro.

## Princípio de funcionamento
A física subjacente no efeito fotoelétrico dos semicondutores orgânicos é mais complicada de descrever que a das células de semicondutores minerais. Trata-se dos diferentes orbitais moleculares, alguns ocupando o papel de camada de valência, outros de banda de condução, entre duas moléculas diferentes, que actuam, uma como doadora de elétrons e a outra como receptor, organizadas em torno de uma heterojunção como no caso dos minerais semicondutores.
1. As moléculas que servem de doadoras de elétrons (para a geração de excitações, isto é, de pares de elétrons -buraco) se caracterizam pela presença de elétrons π, pelo geral num polímero conjugado chamado de « tipo p ».
2. Estes elétrons podem ser excitados pelos fotões visíveis ou cerca do espectro visível, fazendo-lhes passar de a orbita  molecular alto ocupada (desempenhando um papel similar à camada de valência num semicondutor inorgânico) ao  orbital molecular baixo vaga (desempenhando um papel similar à camada de condução): é o que se chama a  transição π-π (que, corresponde segundo a analogia com os minerais semicondutores, à injecção dos transportadores na camada de condução através da banda proibida). A energia necessária para esta transição determina a longitude de onda máxima que pode ser convertida em energia eléctrica pelo polímero conjugado.
3. Ao invés do que ocorre nos semicondutores inorgânicos, os pares de elétrons - lacunas num material orgânico, se encontram perto, com um forte acoplamento (e a energia da ligação está entre 0,1 e 1.6 V), a dissociação dos excítons se atinge na interface com a diferença das funções de trabalho entre os eléctrodos ITO (óxido de índio e estanho), comummente usado como ânodo é um metal tal como Alumínio usado geralmente como cátodo no marco do efeito de um gradiente de campo eléctrico. Ao atuar esta força de campo eléctrico sobre os excítons criados em ambas espécies (doador e receptor) estes são deslocados para um ponto na fronteira entre ambos tipos de materiais, onde os excítons se vão dissociar num pare de cargas eléctricas que serão transportadas aos seus elétrodos. Os elétrons através dos aglomerados de material receptor e as lacunas através dos aglomerados de material doador. A origem da força eletromotriz do dispositivo tem que ver com a diferença de energia entre os níveis HOMO LUMO do doador e o receptor. ».[4]

### Transporte de cargas
Em uma última etapa, os portadores de carga são extraídos do dispositivo através dos contatos seletivos. O ânodo (ITO) correspondendo ao HOMO na maioria dos polímeros conjugados e o cátodo (alumínio evaporado) com uma função de trabalho de 4,3 eV encontrados no LUMO do aceitador de elétrons, do outro lado (Figura 1 ). Nesta etapa, a mobilidade dos portadores de carga torna-se um fator importante: se a mobilidade não é suficientemente alta, os portadores não alcançam os eletrodos e se recombinam. Outro problema é se as mobilidades dos elétrons e buracos são altamente desequilibradas, ou seja, uma espécie é mais móvel que outra, prejudicando o desempenho do dispositivo.

## Arquitetura
Os tipos mais comuns de células solares orgânicas são a de heterojunção planar e a de heterojunção volumétrica.
Um dispositivo fotovoltaico orgânico do tipo heterojução planar consiste basicamente em: o anodo, que é uma camada de um óxido transparente (geralmente o oxido de estanho e índio (ITO)) depositada sobre um substrato de vidro ou PET; sobre esse eletrodo deposita-se uma camada injetora de lacunas de poli(3,4-etilenodioxitiofeno) dopado com poli(4-sulfonato de estireno) (PEDOT:PSS); em seguida uma camada ativa (geralmente uma blenda de polímero /fulereno)  é depositada e por fim é evaporado o cátodo, geralmente alumínio. A estrutura básica de uma célula solar é apresentada na figura 1.
A eficiência da heterojunção planar é limitada devido ao comprimento de difusão dos éxcitons ser pequeno. Deste modo a espessura da célula deve ser pequena, o que reduz a absorção de luz diminuindo sua eficiência.
Já a heterojunção volumétrica foi desenvolvida com o propósito de reduzir essa perda de eficiência. O dispositivo é muito semelhante ao de heterojunção planar, no entanto as camadas poliméricas estão dispersas entre si. O maior rendimento ocorre devido aos elétrons excitados serem gerados próximos às interfaces do aceitador e doador, assim uma maior quantidade de elétrons é coletada, e consequentemente uma maior quantidade de energia é gerada.

## Materiais

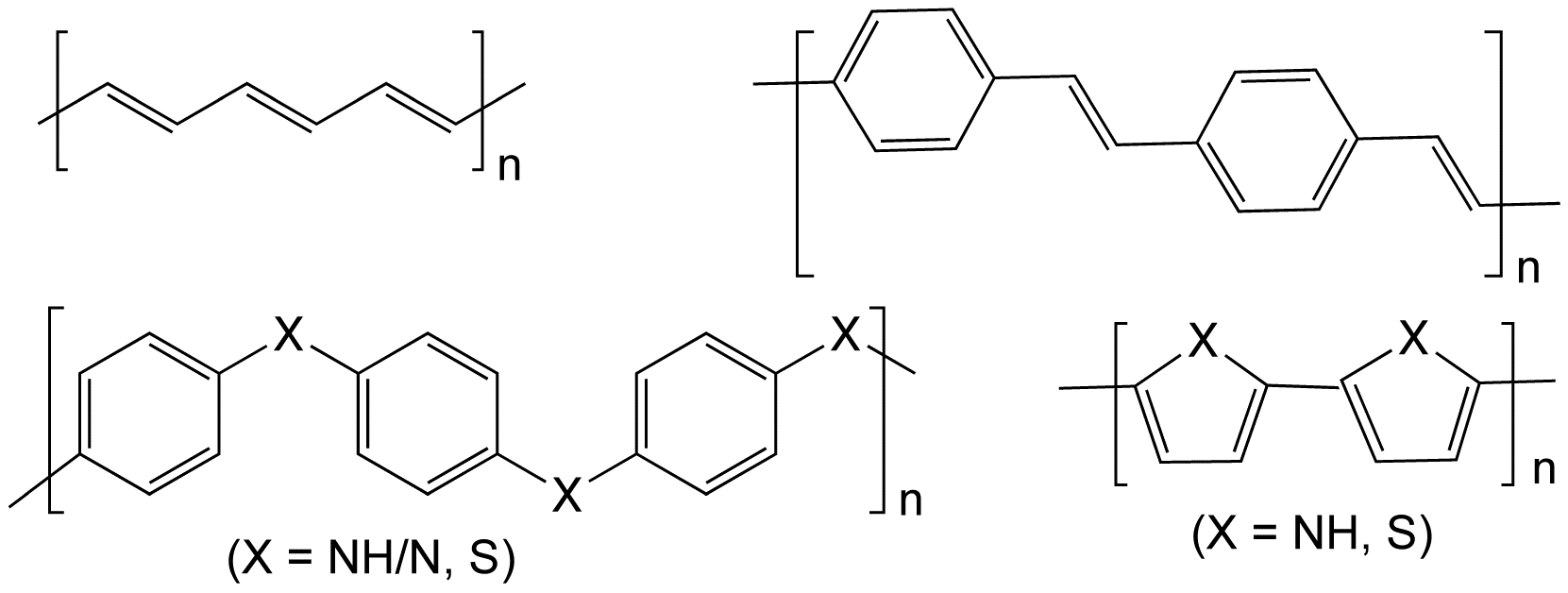
Estrutura dos polímeros condutores, poliacetileno, poli (para-vinileno) (PPV), polianilina (X = N, NH), sulfunato de poli (X = S); Polipirrol (X = NH) e Politiofeno (X = S)

As  células fotovoltaicas orgânicas utilizam com frequência filmes de poli (naftalato de etileno) (PEN), como revestimentos de protecção na superfície, cuja função principal é evitar a oxidação dos materiais orgânicos que constituem as células fotovoltaicas orgânicas: o O2 é uma impureza que atua como um centro de recombinação elétron-lacuna, degradando o rendimento dos componentes electrônicos. Baixo estas capas de protecção encontram-se uma ou várias uniões p-n entre materiais doadores e materiais receptores de elétrons, como nas células solares clássicas de semicondutor minerais.
Um exemplo prático é inserir moléculas de fulereno (C 60) como receptores de elétrons (tipo n) entre as correntes de polímeros conjugados (como o PEDOT:PSS, formado por poli  (3,4-ethylenedioxythiopheno) (Pedot) como doador de elétrons (tipo p) misturado com poli (sulfonato de estireno ) (PSS) para garantir a sua solubilidade).
Em termos gerais, a investigação atual centrar-se-á nos derivados de politiofenoes como polímeros tipo p sobretudo o poli (3-hexylthiophène) (P3HT), com derivados do fulereno como receptores (tipo n) tais como o [6,6]-phényl-C61-butirato de metílo (PCBM).
Outras uniões p / n estão a pesquisar-se, sobretudo a base de para-phénylène-vinylène (PPV) como doadora, como MEH-PPV / PCBM ou MDMO-PPV / PCBM, ou ao mesmo tempo como doadoras e como receptores, tais como o MDMO-PPV / PCNEPV.

## Revestimento
As células solares de polímeros podem ser depositadas em superfícies flexíveis, como tintas com processos de baixo custo e, isto por tanto, poderia permitir fazer células solares baratas. No entanto, pelo momento os rendimentos não são mais que do 5 % no laboratório e este se deve melhorar dantes de que possam desempenhar um papel importante na produção de energia fotovoltaica.